# San Carlos-palota (Bogotá)
A San Carlos-palota (spanyolul: Palacio de San Carlos) a kolumbiai főváros, Bogotá egyik műemléke. Ma a külügyminisztérium székhelye.

## Története
A palota építését Francisco Porras Mejía, a székesegyház fődiakónusa rendelte el a 16. században, amikor Santafé (a mai Bogotá) az Új-granadai Alkirályság fővárosa volt. Az épület 1605. október 18-ig arisztokrata családok lakóhelyéül szolgált, ám ekkor a fődiakónus leszármazottai eladták Bartolomé Lobo Guerrero érseknek, és az érsek által alapított San Bartolomé szeminárium költözött bele.
Ez a szeminárium egészen 1767-ig működött itt, de ekkor III. Károly spanyol király kitiltotta a jezsuitákat a spanyol gyarmatokról, így az intézet is megszűnt. Ugyanebben az évben rendezték be az épületben a város első nyomdáját, és ekkortól kezdve kezdték az épületet San Carlos néven nevezni, de az bizonytalan, hogy melyik Károlyról (Carlosról) van szó: lehetséges, hogy a(z egyébként nem szent) király volt a névadó, de valószínűbb, hogy Borromei Szent Károly. 1777. január 7-től kezdve itt működött a főváros első közkönyvtára is, valamint az elnöki díszőrség első székhelye is ez a palota lett.
Miután a 19. század elején Kolumbia kivívta függetlenségét, az ország pénzügyi helyzete igencsak leromlott, ezért Francisco de Paula Santander tábornok 1822. március 12-i rendeletével eladhatóvá tette az épületet. Mivel 1827. november 16-án erős földrengés rázta meg a fővárost, és súlyos károk keletkeztek a mai Capitoli Nacional helyén állt elnöki palotában is, Simón Bolívar úgy döntött, megveszi a San Carlos-palotát, és ideköltözteti a kormány székhelyét. A 70 000 pesós vételre 1828. február 22-én került sor.
1908. július 10-én a palotába a kancellária költözött be. 1937 táján a kormány megvásárolta a palota keleti szomszédságában található területeket, hogy ott új, a Calle 10 utcára nyíló bejárati részt építsen az épülethez. Eltervezték, hogy építenek egy új, három szintes tömböt, ahol a minisztérium irodái kapnak helyet, az eredeti részt pedig megtartják a fogadások számára. Az építészeti tervek elkészítésével Pietro Cantinit bízták meg. 1975-ben a palotát műemlékké nyilvánították, 1981. december 4-én pedig a kolumbiai diplomácia székhelyévé tették. 1993. december 23-án a külügyminisztérium megkapta a palotához csatolt többi épületet is.

## Leírás
Az épület Bogotá történelmi belvárosában, La Candelaria kerületben található a Calle 10 utca déli oldalán. Ez az utca viszonylag szűk, de a palota kissé hátrébb áll, mint a környező épületek, így előtte az utca kiszélesedik. Az utca felől látható, kőburkolatú rész háromszintes, bejárata középen helyezkedik el. Mellette 5–5, téglalap alakú ablak helyezkedik el, a második és a harmadik szinten 11–11.

## Képek

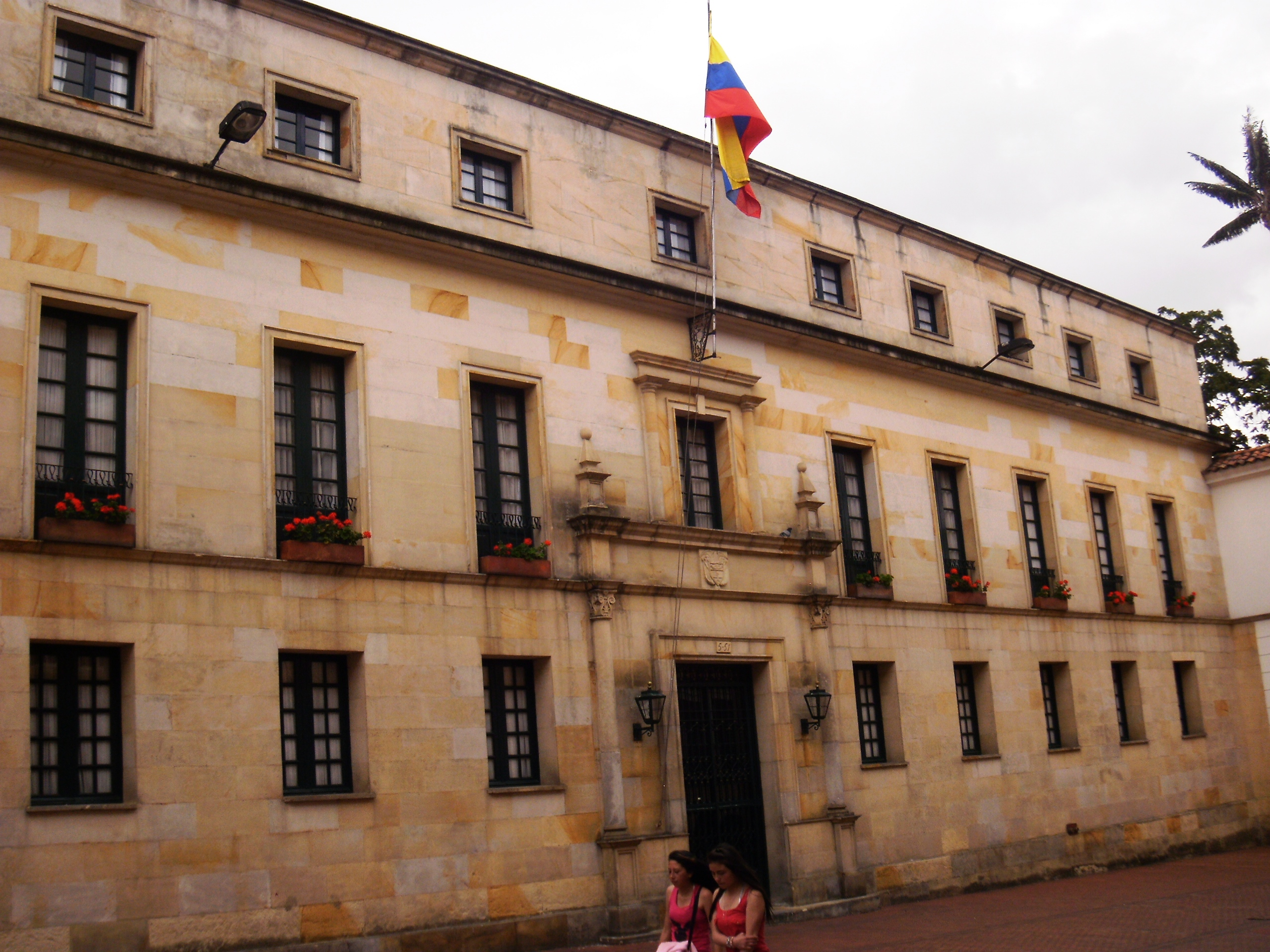
A főhomlokzat
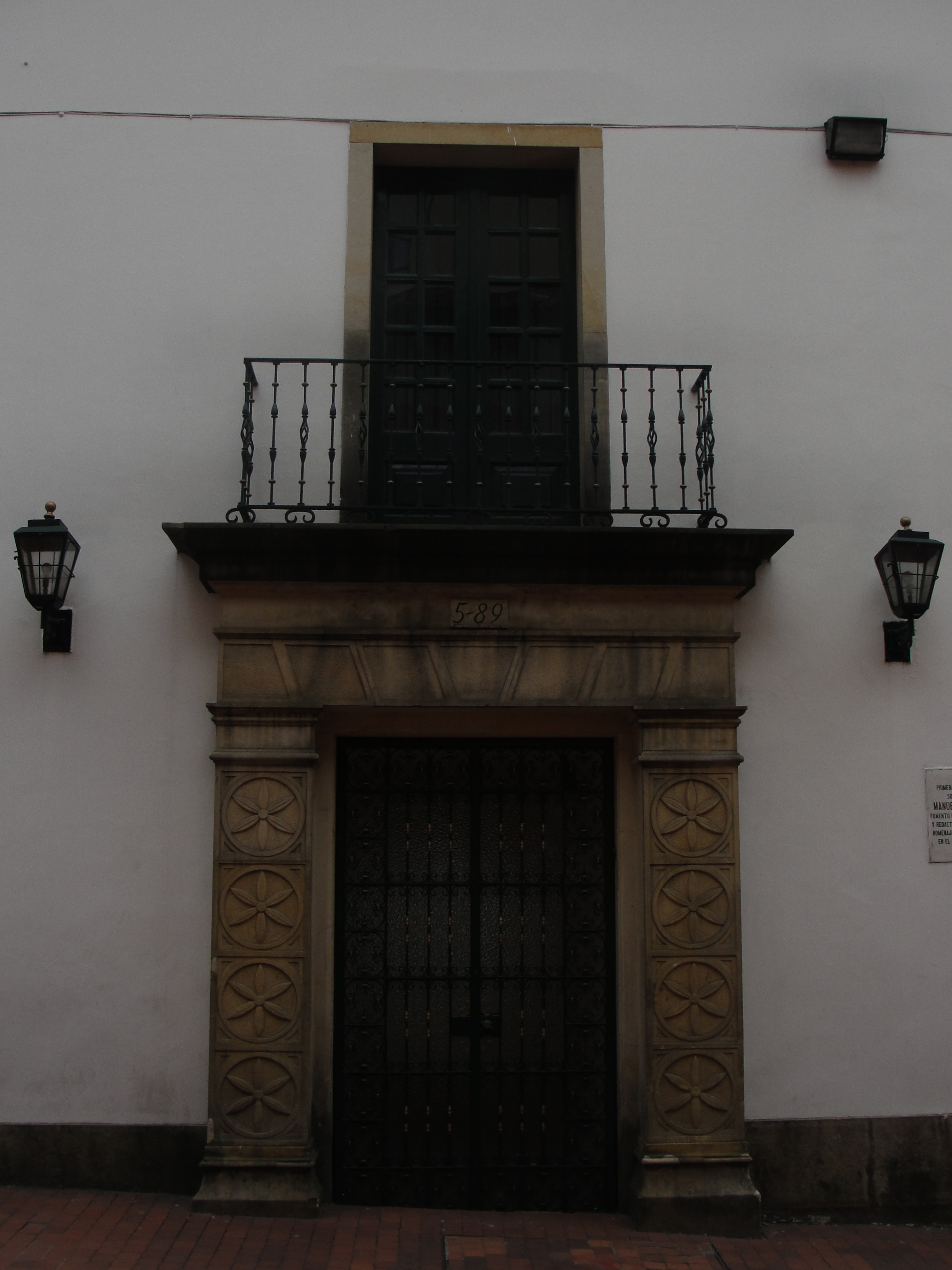
Bejárat
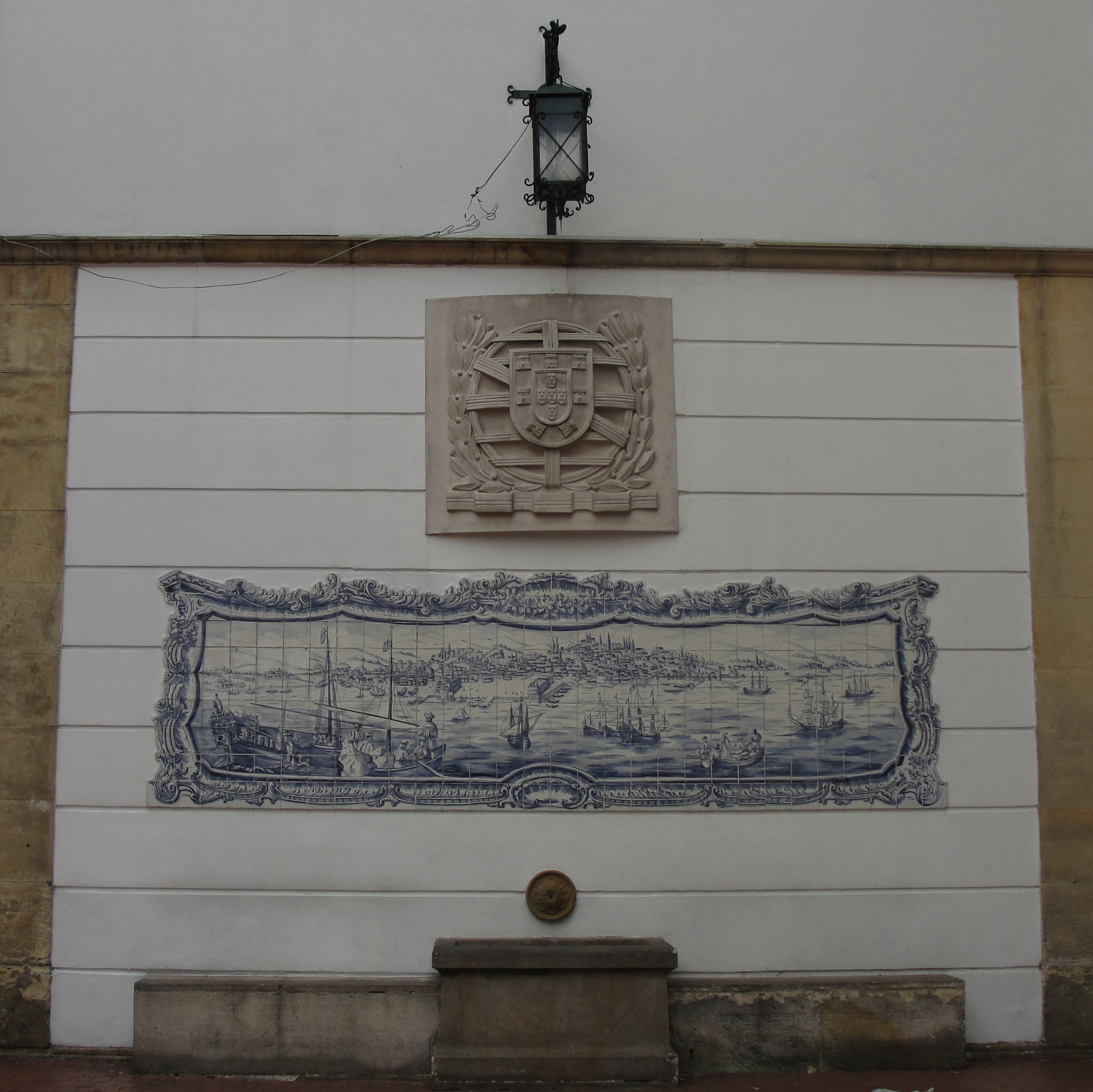
Dombormű és falfestmény a palota mellett
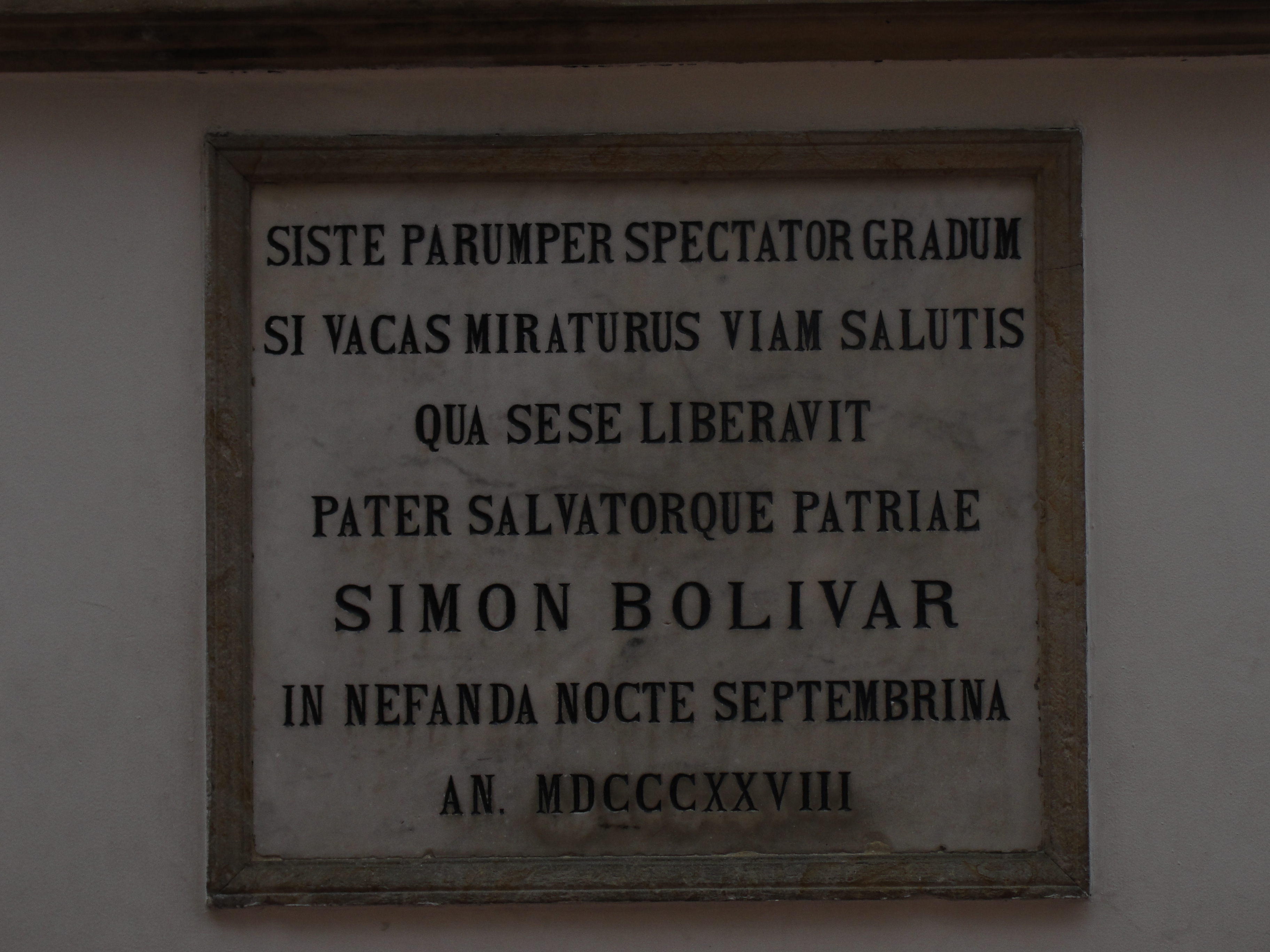
Latin nyelvű emléktábla